# کنستانتسه مانتسیارلی
کنستانتسه مانتسیارلی (به آلمانی: Constanze Manziarly) (زادهٔ ۱۴ آوریل ۱۹۲۰ میلادی) سرآشپز و رژیم‌شناس ویژهٔ آدولف هیتلر بود. وی زادهٔ اینسبروک اتریش بود.

## زندگی
او از ۱۹۴۳ در اقامتگاه برگهوف به خدمت هیتلر درآمد و تا زمان مرگ هیتلر در ۳۰ آوریل ۱۹۴۵ بدان اشتغال داشت. از ۱۶ ژانویهٔ ۱۹۴۵ که هیتلر در فورربونکر (پناهگاه پیشوا) در زیر ساختمان صدارت عظمای رایش مستقر شد، مانتسیارلی هم بدانجا رفت و آشپزخانه‌اش را در آنجا اداره می‌کرد. با وجود آنکه هیتلر در ۲۲ آوریل شخصاً از او و دو زن دیگر درون پناهگاه -تراودل یونگه و گردا کریستین- خواسته‌بود که آنجا را ترک‌کنند، ولی هر سه آنها تصمیم گرفتند تا زمان مرگ هیتلر در آنجا بمانند. در ۱ مه، او همراه با گروهی که ویلهلم مونکه رهبری می‌کرد از پناهگاه خارج شدند و به سوی شمال، در محل استقرار بازماندهٔ ارتش حرکت کردند. از سرنوشت او اطلاع دقیقی در دست نیست.

## تصویرسازی
- فیلیدا لاو در فیلم بریتانیایی هیتلر: ده روز آخر، ۱۹۷۳
- کارول بوید در مرگ آدولف هیتلر، ۱۹۷۳
- پم سنت‌کلمنت در پناهگاه، ۱۹۸۱
- بتینا ردلیش در فیلم آلمانی سقوط، ۲۰۰۴